# Caralh
Caralh (italià Caraglio, piemontès Caraj) és un municipi italià, situat a la regió del Piemont. L'any 2007 tenia 6.610 habitants. Està situat a la Val Grana, dins de les Valls Occitanes, i és la seu de la Comunitat Muntanyenca Vall Grana. Limita amb els municipis de Bernès, Buscha, Cervasca, Cuneo, Draonier, Montemale di Cuneo i Valgrana

## Administració
| Període | Identitat      | Partit        |
| ------- | -------------- | ------------- |
| 2004-   | Aurelio Blesio | Llista cívica |